# Esborrament bisexual

Bandera de l'orgull bisexual.

L'esborrament bisexual o la invisibilitat bisexual és la tendència a ignorar, eliminar, falsificar o reexplicar l'evidència de la bisexualitat a la història, el món acadèmic, els mitjans de comunicació i altres fonts primàries.
En la seva forma més extrema, l'esborrament bisexual pot incloure la creença que la bisexualitat en si mateixa no existeix. L'esborrament bisexual pot incloure l'afirmació que tots els individus bisexuals estan en una fase i aviat escolliran un bàndol, ja sigui l'heterosexual o l'homosexual. Una altra variant comuna de l'esborrament bisexual consisteix a acceptar la bisexualitat en les dones alhora que minimitza o rebutja la validesa de la identitat bisexual en els homes. Una creença subjacent a l'esborrament bisexual és que els individus bisexuals són clarament indecisos, immadurs i promiscus. Les tergiversacions dels individus bisexuals com a hipersexuals esborren l'agència sexual dels bisexuals, esborrant també de manera efectiva les seves veritables identitats.
L'esborrament bisexual és sovint una manifestació de la bifòbia, encara que no necessàriament implica un antagonisme manifest. L'esborrament bisexual sovint fa que les persones que s'identifiquen com a bisexuals experimentin una varietat de trobades socials adverses, ja que no només han de lluitar per trobar acceptació dins de la societat en general sinó també dins de la comunitat LGBT. L'esborrament bisexual és una forma d'estigma i comporta conseqüències adverses per a la salut mental de les persones que s'identifiquen com a bisexuals.
La història de la bisexualitat mostra al segle XX una organització de comunitats bisexuals per lluitar contra aquest fenomen d'ocultació dins del moviment LGBTIQ i de la societat en conjunt. En el segle XXI hi ha una creixent inclusió i visibilitat dels bisexuals, especialment en la comunitat LGBT. El febrer de 2014, un editorial del Huffington Post considerava que l'única manera de lluitar contra l'ocultació de la bisexualitat era que els mateixos bisexuals fossin més visibles, i creia que les declaracions recents de Tom Daley o Maria Bello sobre ells mateixos anaven en aquest sentit.

## Motivacions
Segons l'estudiós Kenji Yoshino, hi ha tres inversions principals que motiven tant les persones que s'autoidentifiquen com a homosexuals i les que ho fan com a heterosexuals a esborrar la bisexualitat de la cultura LGBT. La primera d'aquestes motivacions és l'estabilització de l'orientació sexual, que s'argumenta per alleujar les persones de l'ansietat de possiblement veure la seva orientació sexual qüestionada. Aquesta motivació reforça la creença que els bisexuals simplement estan indecisos sobre la seva bisexualitat i són fonamentalment homosexuals o heterosexuals, i aïlla, margina i fa invisibles els bisexuals dins de la comunitat LGBT. La segona motivació és el manteniment de la importància del gènere, que es considera eròticament essencial per als homosexuals i heterosexuals, mentre que la bisexualitat sembla desafiar aquesta noció. La tercera motivació és el manteniment de la monogàmia, ja que la cultura occidental prefereix una parella o un vincle afectiu. Tanmateix, els homosexuals i heterosexuals solen assumir que els bisexuals són "intrínsecament" no monògams. La professora d'Estudis ètnics i d'Estudis de gènere i dones Juana María Rodríguez afegeix a l'argument de Yoshino el plantejament que la bisexualitat trenca la comprensió tradicional de la sexualitat i el binarisme de gènere. Així, els individus tant de la cultura dominant com de la comunitat «queer» resisteixen la bisexualitat.
Segons el professor de psicologia a la Universitat Rosalind Franklin de Chicago Brian A. Feinstein, la bisexualitat s'esborra perquè hi ha moltes persones que pensen en blanc i negre sense tenir en compte tot l'espectre de grisos que hi ha entremig. De la mateixa manera, Lauren B. Beach, de l'Institut per la Salut i el Benestar de les Minories Sexuals i de Gènere de la Universitat Northwestern, opina que aquesta invisibilitat prové d'«una obsessió social occidentalitzada amb allò que és binari»: la idea de que cal ser heterosexual o homosexual elimina la possibilitat de ser bisexual.
En un article de 2010 escrit pel desè aniversari del text de Yoshino, Heron Greenesmith va argumentar que la bisexualitat és inherentment invisible a la llei, fins i tot més enllà de l'abast de l'esborrament deliberat. En primer lloc, diu que és perquè la bisexualitat és legalment irrellevant per als demandants que se suposa que són heterosexuals o homosexuals tret que no s'expliqui, i en segon lloc, quan la bisexualitat és legalment rellevant, s'esborra dins de la cultura legal perquè complica els arguments legals que depenen d'una naturalesa de la sexualitat binària de gènere.
La psicòloga estatunidenca Beth Firestone escriu que des que va publicar el seu primer llibre sobre la bisexualitat, el 1996, «la bisexualitat ha guanyat visibilitat, tot i que el progrés és desigual i la consciència de la bisexualitat encara és mínima o absent a moltes de les regions més remotes del nostre país i internacionalment».

## Ocultació interioritzada
A Occident, la representació de la vida sexual es basa en un eix homosexualitat-heterosexualitat, que s'exclouen mútuament. Hi ha, doncs, una gran dificultat per pensar que les persones tenen «una part» d'homosexualitat, sense considerar-les com a «totalment» homosexuals. Malgrat haver tingut una vida heterosexual passada, es considera, doncs, que un únic acte homosexual revela la «vertadera» naturalesa homosexual de la persona en qüestió; això s'anomena monosexualitat.
Així, quan s'interioritza l'ocultació de la bisexualitat, moltes persones bisexuals de facto no es presenten com a tals: moltes dones que es descriuen com a «lesbianes» tenen relacions amb homes, afavorint el terme «lesbiana» com a identitat comunitària i política, i no com a orientació sexual; de la mateixa manera, molts homes que mantenen relacions amb ambdós sexes es consideren «heterosexuals».
Catherine Deschamps subratlla com la bisexualitat és tractada de manera diferent a l'heterosexualitat i l'homosexualitat, amb «sol·licituds de prova» que s'exigeixen regularment als bisexuals per confirmar i reafirmar la seva orientació sexual al llarg del temps. La manca de visibilitat de la bisexualitat i la dificultat de donar a conèixer una representació visual d'aquesta representen un desavantatge per als grups d'identitat.

## En comunitats heterosexuals i LGBT
Les persones heterosexuals i homosexuals que es dediquen a esborrar les bisexuals poden afirmar que els bisexuals són exclusivament homosexuals (gais/lesbianes) o exclusivament heterosexuals, gais o lesbianes a l'armari que volen semblar heterosexuals, o són heterosexuals que estan experimentant amb la seva sexualitat. Una manifestació comuna de l'esborrament bisexual és la tendència a què hom es refereixi als bisexuals com a homosexuals quan tenen una relació íntima amb algú del mateix sexe i a ser etiquetats com a heterosexuals quan la relació íntima és amb algú del sexe oposat o, fins i tot, a afirmar que han tornat a l'heterosexualitat.
L'esborrament bisexual pot derivar de la creença que la comunitat bisexual no mereix el mateix estatus ni la inclusió dins de les comunitats gais i lesbianes. Això pot prendre la forma d'ometre la paraula bisexual en nom d'una organització o esdeveniment que serveixi a tota la comunitat LGBT, incloent-la com a "bi-sexual", implicant que només hi ha dues orientacions sexuals autèntiques, o tractar el tema de la bisexualitat d'una manera despectiva.
Històricament, la sexualitat de les dones bisexuals ha estat etiquetada pels cercles feministes lèsbics com a una "evasió apolítica". Les dones bisexuals han estat vistes com "no prou radicals" a causa de la seva atracció pels homes cisgènere. Rodríguez afirma que la bisexualitat era considerada antifeminista per moltes lesbianes a causa dels "desigs de penetració, domini sexual i submissió" implicats i els rols de gènere. La difamació i l'esborrament bisexual per part de la comunitat potser no són tan oberts i freqüents avui dia, però identificar-se com a bisexual encara pot conduir a l'exclusió i l'esborrament en molts espais lèsbics.
El 2013, un estudi publicat al Journal of Bisexuality va fer una enquesta a trenta persones que es van identificar com a part de les comunitats lesbiana, gai, queer o bisexual i les seves experiències individuals amb la sortida de l'armari. Deu d'aquestes persones van informar que van reclamar l'etiqueta de bisexualitat primer, i que després van sortir de l'armari com a lesbianes, gais o queer. La teoria que va sorgir en aquest estudi va introduir el concepte de "queer apologetic", en el qual s'intenta conciliar la seva atracció pel mateix gènere amb la norma social de l'heterosexualitat.
Durant molts anys, els Premis Literaris Lambda no van tenir una categoria per a obres literàries bisexuals, que finalment es va establir el 2006. Encara que algunes obres relacionades amb la bisexualitat, com l'antologia Bi Any Other Name: Bisexual People Speak Out, van ser nominades als premis abans de la creació de categories bisexuals, van competir en categories gais o lesbianes.

## En l'àmbit acadèmic

### Marcs teòrics
S'han desenvolupat enfocaments alternatius del concepte de bisexualitat que amplien la definició d'identitat sexual cap a l'exterior des d'una mentalitat "això o allò" a una mentalitat "això i allò". Jenée Wilde presenta la idea del que ella anomena "sexualitat dimensional" en un article per a Sexual and Relationship Therapy, un marc teòric en què el gènere no és el factor principal de l'atracció sexual, sinó que és un dels molts eixos. Aquests altres eixos d'atracció poden incloure el desig de monogàmia o poliamor, i la fluïdesa del desig pels diferents gèneres d'una parella al llarg del temps. Wilde utilitza el seu marc per ampliar l'escala de la identitat sexual des d'un simple espectre binari de "monosexual" a "bisexual" i per establir relacions entre aquestes identitats; aquestes relacions no alienarien els individus sense un únic "objecte fix" d'atracció.
Punts de vista com el de Wilde han estat aplicats per estudiosos com Laura Erickson-Schroth i Jennifer Mitchell a peces de cultura i literatura populars; Steven Angelides també va fer un llibre sobre el lloc de la bisexualitat en la investigació i la consciència social al llarg de la història, utilitzant un marc similar. Ambdues peces tenen com a objectiu aconseguir lectures més inclusives de la sexualitat i permetre la redesignació de figures literàries i persones reals com a bisexuals, en lloc de continuar amb el supòsit que qualsevol activitat del mateix gènere, explícita o implícita, és homosexual i qualsevol altra de gènere oposat és heterosexual.
Un exemple d'un punt de vista similar al de Wilde és la lectura de D.S. Neff de Les peregrinacions de Childe Harold de Lord Byron, que troba que el poema és ambigu en la seva menció de "concubines i companyia carnal", així com parts posteriors de l'obra; Neff considera que aquestes ambigüitats són implicacions que els amants tant masculins com femenins tenien pel protagonista. Aquesta representació bisexual es recolza a través de les interaccions reals de Byron amb amants de múltiples gèneres, i la cultura dels seus afiliats literaris a Cambridge condona aquestes interaccions enmig del pànic moral del segle xix al voltant dels desitjos cap al mateix gènere.
L'article d'Erickson-Schroth i Mitchell del 2009 al Journal of Bisexuality realitza una anàlisi similar de Written on the Body de Jeanette Winterson i The Well of Loneliness de Radclyffe Hall; l'afirmació darrere del treball d'aquests estudiosos és que l'experiència bisexual ha existit al llarg de la història de la humanitat, i encara que fa poc s'ha reconegut fins i tot en cercles queer i LGBT, no és de cap manera un fenomen exclusivament modern.
També hi ha interpretacions de la literatura que se centren en les expressions simbòliques de la bisexualitat més que en la seva menció explícita. L'anàlisi de Linda K. Hughes de A Life-Drama del poeta Alexander Smith sosté que la naturalesa atípica del festeig heterosexual del poema substitueix l'enamorament entre l'"amistat íntima" del personatge principal amb un altre home. Altres anàlisis utilitzen les pràctiques subtextuals i les al·lusions comunes del període victorià/segle XIX que feien referència a la bisexualitat o l'homosexualitat per mostrar la presència de temes bisexuals a Dràcula de Bram Stoker i The Turn of the Screw de Henry James.

### En la recerca i la literatura acadèmica
Les persones bisexuals han estat ignorades en la literatura acadèmica. Clare Hemmings planteja que l'esborrament bisexual és essencial en els estudis queer per mantenir lesbianes i gais com els principals subjectes d'estudi. Els bisexuals sovint s'inclouen sota el paraigua de LGBT+ en els estudis acadèmics; tanmateix, falten dades específiques sobre els bisexuals. Històricament, els acadèmics van començar a estudiar els bisexuals en relació amb el VIH i la SIDA, estudis que van contribuir a la mitologia que els bisexuals tenen més probabilitats de transmetre el VIH i la SIDA.
La bisexualitat mai no s'ha acceptat realment com una orientació sexual per dret propi en molts estudis sexuals; se li va negar l'estatus de veritable orientació sexual, associant-la a una fase transitòria, un estat de confusió sobre un mateix, o fins i tot a una moda transitòria. Com que no encaixava en els marcs preconcebuts de l'homosexualitat i l'heterosexualitat, la bisexualitat ha estat totalment ignorada en les obres històriques. PC i P Rust informen que entre 1975 i 1985, només el 3% de les publicacions que tractaven sobre la sexualitat entre persones del mateix sexe van incloure les paraules «bisexual» o «bisexualitat» al títol, resum o paraules clau. Aquesta xifra s'eleva al 16% per al període de 1985 a 1995 i al 19% per al període de 1995 a 2005. Chris Calge escriu, doncs, que aquest enfocament constitueix una «historiografia monosexual gai».
Fins i tot avui dia, la investigació sexològica tendeix a agrupar la bisexualitat i els bisexuals en categories inadequades com ara «gai» o «lesbiana».
Les disciplines de la sexologia, la psicologia i la psicoteràpia es veuen especialment afectades pel fenomen de l'ocultació de la bisexualitat.

## Representació en els mitjans

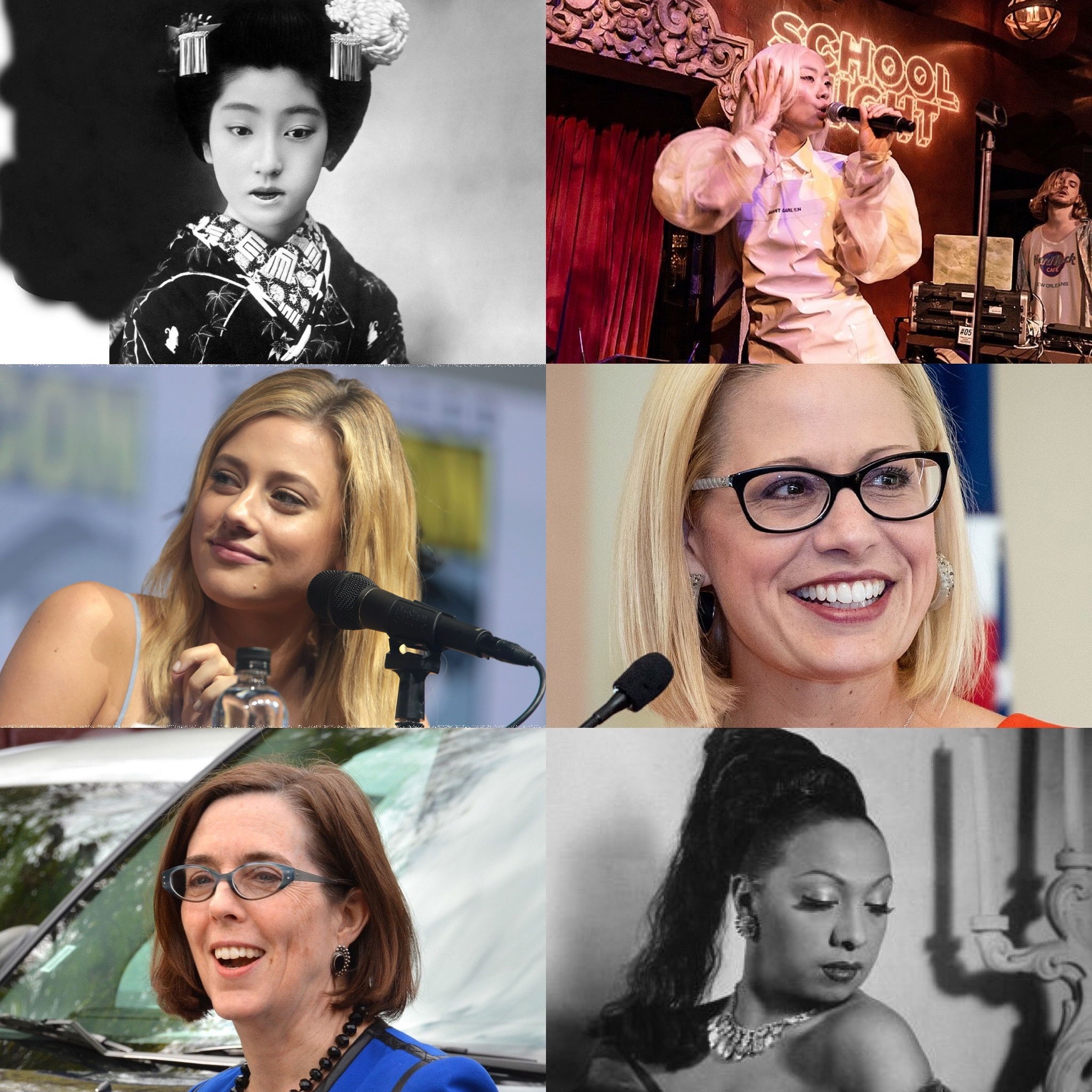
Compilació d'imatges de dones bisexuals (Chishō Takaoka, Rina Sawayama, Aimee Challenor, Kyrsten Sinema, Kate Brown i Joséphine Baker).

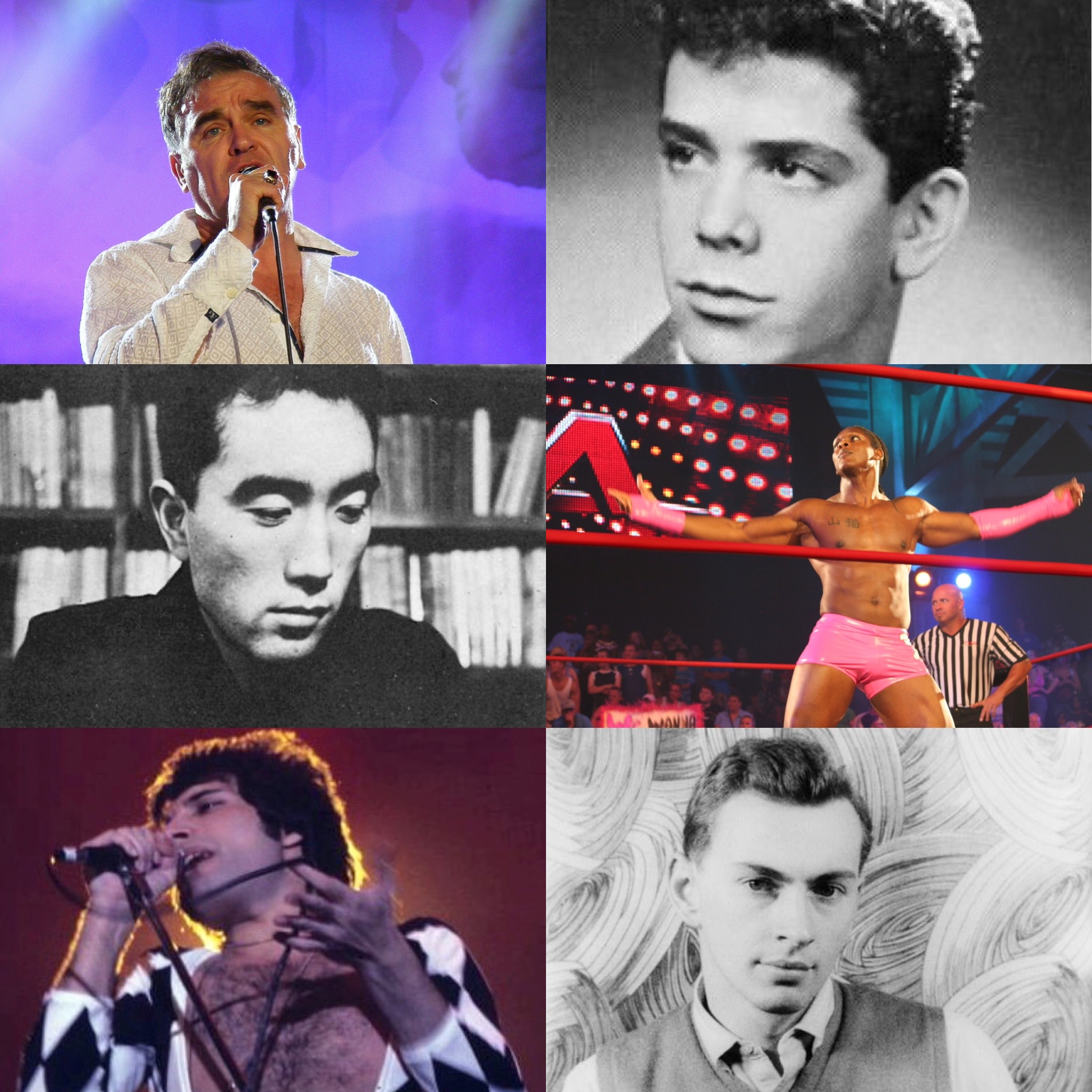
Compilació d'imatges d'homes bisexuals (Morrissey, Lou Reed, Yukio Mishima, Orlando Jordan, Freddie Mercury i Gore Vidal).

Les representacions de la bisexualitat als mitjans de comunicació reflecteixen les actituds de la societat envers la bisexualitat en les representacions dels mitjans de comunicació existents. De vegades, els mitjans de comunicació són culpables d'ocultar la bisexualitat presentant les persones bisexuals com a «homosexuals» o «gais». Al llarg de la història, nombrosos personatges bisexuals han aparegut en sèries de televisió, videojocs, literatura, còmics, ràdio i altres mitjans; malgrat això, no totes les presentacions queer es creen iguals, amb la representació de personatges bisexuals i transgènere per darrere dels de lesbianes i gais en alguns aspectes.
En l'àmbit de la cultura popular, l'esborrat bisexual en homes és molt notable i la sèva presència pràcticament inexistent; per exemple, el personatge de còmic John Constantine va passar a ser heterosexual quan va fer el salt al cinema (Constantine, Justice League Dark, Justice League Dark: Apokolips War).

### General
Alguns mitjans de comunicació han retratat comportaments bisexuals en cultures antigues i no occidentals, com la pederàstia a l'antiga Grècia o els dos esperits nadius nord-americans, com a prova que l'homosexualitat ha estat àmpliament acceptada en altres èpoques i cultures, tot i que també es pot veure com una prova de l'existència i acceptació de la bisexualitat.
Tant als mitjans de comunicació homosexuals com als convencionals, les persones que han mantingut desconeguda la seva identitat sexual han estat retratades com a gais (si són homes) o heterosexuals (si són dones) quan tenien relacions romàntiques o sexuals amb homes i dones. El mateix ha passat fins i tot amb persones que s'han identificat obertament com a bisexuals. El matrimoni d'Ani DiFranco amb Andrew Gilchrist el 1998 va ser descrit en els mitjans de comunicació tant homosexuals com convencionals com una renúncia al lesbianisme, tot i que ella s'havia declarat bisexual des del començament de la seva carrera. Madonna s'ha referit a si mateixa com a bisexual a les entrevistes i s'ha implicat freqüentment en mostres públiques d'intimitat entre persones del mateix sexe amb altres celebritats femenines, però els mitjans de comunicació normalment la descriuen com una dona heterosexual que incursiona en l'imaginari lèsbic purament per causar impacte, descartant completament qualsevol possibilitat que sigui genuïnament bisexual. Lady Gaga de vegades és etiquetada com a "homo" o "hetero" als mitjans de comunicació tot i que s'ha identificat públicament com a bisexual. Freddie Mercury, que segons el seu obituari era un "bisexual autoconfesat", és sovint representat com a gai pels mitjans de comunicació convencionals.
Els mitjans de comunicació d'ambdues comunitats també sovint es refereixen a la comunitat "gai i lesbiana", ignorant les persones bisexuals i/o transgènere. També hi ha hagut exemples de mitjans de comunicació que es refereixen a qüestions de "lesbianes, gais i transgènere" mentre encara excloïen o ignoraven els bisexuals.
Les dones bisexuals específicament estan subjectes tant a la hipervisibilitat com a l'esborrament. Estan sobrerepresentades a la pornografia, la telerealitat i els vídeos musicals com a part de la mirada masculina. Tanmateix, falten representacions de les dones bisexuals com a agents de la seva sexualitat. L'esborrament de l'agència sexual per a les dones bisexuals de color també predomina als mitjans de comunicació. La bisexualitat implica de manera estereotipada una sensació de desig sexual incontrolat; això s'intensifica per a les dones de color, que ja estan hipersexualitzades. Amparo Navarro, tècnica de Lambda, denuncia «la cosificació» a la qual els prejudicis socials exposen les dones dones bisexuals i que, al seu torn, fa que augmentin «els nivells de violència sexual als quals ens enfrontem perquè el pensament masclista ens presenta com un objecte per a satisfer els desitjos sexuals dels homes cis heterosexuals».
El 2013, el saltador olímpic anglès Tom Daley va sortir de l'armari com a bisexual. Diversos mitjans de comunicació van donar suport a la seva decisió d'explicar al món la seva sexualitat, però el van titllar de "gai" en comptes de bisexual.
El 5 d'agost de 2020, la revista Paper va publicar una entrevista amb ND Stevenson i Rebecca Sugar, per fer-les conversar entre elles. Sugar va assenyalar l'augment recent del "contingut LGBTQIA en mitjans animats i infantils", amb molt poc contingut LGBTQ+ al llarg de la història de l'animació, i va dir que aquells que afirmen que hi ha prou lesbianes a l'animació estan completament equivocats i que són una forma d'esborrament bisexual. Més tard, Sugar va assenyalar l'esborrament bisexual al fandom de Steven Universe al voltant del 2015.
Durant els debats públics i la consegüent cobertura mediàtica als Estats Units sobre la possibilitat de la derogació de la llei Don't ask, don't tell, el comportament dels soldats bisexuals, i de manera més àmplia, la bisexualitat, ha estat sovint ignorat pels mitjans de comunicació, mentre que la legislació no es limitava al comportament homosexual, sinó que també s'aplicava al comportament bisexual. D'altra banda, els mitjans de comunicació quasi automàticament etiqueten els polítics casats amb dones com a «gais» quan se'ls sorprèn tenint relacions homosexuals.

### Literatura
En el desaparegut projecte d'enciclopèdia glbtq.com, Donald E. Hall es va centrar àmpliament en la literatura bisexual, assenyalant que, si bé les experiències bisexuals apareixen a tota la literatura, sovint no es discuteixen des d'una perspectiva bisexual, ja que les proves específiques o implícites d'activitat eròtica per part d'un únic personatge amb un altre personatge es consideren com una prova de la seva "orientació sexual primària" com a heterosexual o homosexual, basant-se en un binarisme de gènere existent, que condueix a l'esborrament bisexual.
Hall va assenyalar que la bisexualitat existia entre els antics grecs i romans, i va fer esment a les obres d'"Homer, Anacreont... Píndar... Plutarc, Ciceró i Catul", juntament amb algunes referències al Satíricon de Petroni i a la "vida i obra de Safo". El projecte també apuntava als temes bisexuals en sonets de William Shakespeare i Christopher Marlowe, en les activitats de l'escriptora francesa Madame de La Fayette i la poeta anglesa Katherine Philips, i els escrits de Lord Byron. Es va assenyalar que obres eròtiques victorianes com The Adventures of a Schoolboy (1866) i My Secret Life (1888) tenien temes bisexuals. Hall també va assenyalar el personatge principal de Mademoiselle de Maupin (Théophile Gautier, 1835) com a "explícitament bisexual", les relacions amoroses del poeta Paul Verlaine, les obres de Walt Whitman, la poesia d'Emily Dickinson i les obres d'Oscar Wilde. A més, es va assenyalar que les obres de principis del segle XX giraven al voltant de la idea d'una identitat heterosexual o homosexual "vertadera", fins i tot dins d'obres amb personatges bisexuals com Maurice (Edward Morgan Forster, 1914), The Well of Loneliness (Radclyffe Hall, 1928) i Orlando: A Biography (Virginia Woolf, 1928). Hall va dir que això es deu al fet que els bisexuals apareixien en aquesta literatura en "un estat de tensió i tortura", citant moltes novel·les de D. H. Lawrence, mentre que novel·les posteriors com Retorn a Brideshead (Evelyn Waugh, 1945) i Giovanni's Room (James Baldwin, 1956) van retratar la bisexualitat com una fase de la qual els personatges necessiten passar de llarg per evitar un "desastre personal".

### Cinema
La pel·lícula Brokeback Mountain ha estat presentada com un «western gai», mentre que els dos protagonistes mantenen, cadascun per la seva banda, llargues relacions heterosexuals.
En un informe de 2002 que analitzava la bisexualitat en diversos mitjans, específicament pel·lícules, televisió i música, GLAAD va criticar la trajectòria de la indústria cinematogràfica als Estats Units quan es tractava de representació i inclusió de la bisexualitat, afirmant que sovint el contingut bisexual és o bé "eliminat de les novel·les en què es basen les pel·lícules", eliminat dels guions originals quan comença el rodatge o eliminat a la sala de muntatge. La pel·lícula Instint bàsic (1992) va ser descrita com "un dels pitjors exemples de bifòbia que s'hagin vist mai a una pantalla", mentre que La rebel (1965) i Espàrtac (1960) van ser criticats per la seva eliminació d'escenes amb "contingut bisexual". Instint bàsic també va rebre controvèrsia per part de la comunitat bisexual per retratar una dona bisexual com a una assassina psicòpata.
L'any 2018, el British Film Institute va argumentar que els bisexuals sovint no s'exploren al cinema, amb els pitjors exemples de pel·lícules que eren "encaraments repugnants sobre la bisexualitat dels seus personatges". Van assenyalar que aquest era el cas en pel·lícules com Alexandre (2004), Calígula (1978) i Skyfall (2012), i va afegir que les dones bisexuals són "encara menys visibles a les pel·lícules de Hollywood", a part de Young Man with a Horn (1950). Com a tal, BFI va criticar retrats en pel·lícules com The Fox (1967) i Gia (1998).
El setembre de 2020, Zachary Zane i Adrianna Freedman van concloure en un article a Men's Health que "no és fàcil trobar una pel·lícula amb personatges bisexuals", sobretot no és fàcil trobar-ne una "que ofereixi una representació positiva i autèntica de la bisexualitat", afegint que això és terrible per a les persones bisexuals. Com a tal, l'article apuntava a 16 pel·lícules que havien fet un gran treball "o almenys raonablement decent" a l'hora de representar la bisexualitat, la majoria de les quals no havien estat destacades per GLAAD o Out Films. Tanmateix, una de les seves seleccions, Bohemian Rhapsody (2018), va ser criticada per la seva representació de la sexualitat de Freddie Mercury i l'ús de trops homòfobs. El 2021, Marya E. Gates de Nerdist va reiterar que la bisexualitat clara és rara al cinema i també va escriure que diverses pel·lícules de temàtica bisexual aclamades no ho van "entendre", cosa que suggereix que només hi havia pocs exemples de bisexualitat al cinema que són explícits i genuïns.
El desembre de 2020, Apoorva Nijhara va examinar la bisexualitat a les pel·lícules de Bollywood, assenyalant aquelles que tenien representació positiva o negativa. Va assenyalar que Bollywood no ha intentat contrarestar l'estigma contra les persones bisexuals, afirmant que "la bisexualitat és el tema menys explorat quan es tracta de Bollywood", citant Fire (1996), Dedh Ishqiya (2014) i Padmaavat (2018) com a exemples de mala representació.
Pel que fa a la pornografia, si hi ha una categoria d'obres pornogràfiques qualificades de «bisexuals», es tracta principalment de casos de trios entre dos homes i una dona; quan es tracta de dues dones que tenen relacions sexuals davant o amb un home, aquestes obres es qualifiquen com a «lesbianes».

### Televisió
De la mateixa manera, les representacions de personatges bisexuals a la televisió són molt baixes, amb la bisexualitat enfosquida i minimitzada fins i tot en les representacions de comunitats o personatges LGBT: GLAAD va calcular el 2014 que només el 17,7% dels personatges LGBT representats a la televisió eren bisexuals, mentre que si la televisió realment retratés la comunitat LGBT tal com és realment, no menys de dos terços de les dones i un terç dels homes serien bisexuals.
El 30 de desembre de 2009, MTV va estrenar la seva 23a temporada del programa The Real World, amb dos participants bisexuals, Emily Schromm i Mike Manning. Encara que el mateix Manning s'identifica com a bisexual, molts bloguers i comentaristes de blogs van afirmar que era gai. A més, mentre que un MTV Aftershow entre bastidors i una entrevista posterior van revelar que tant Manning com Schromm havien tingut trobades amb homes i dones durant el programa, el programa es va editar perquè semblés com si només havien estat amb homes. El 2016, la popular comèdia The Good Place es va emetre a NBC protagonitzada per Kristen Bell com la bisexual Eleanor Shellstrop; no obstant això, molts van quedar decebuts amb la representació que feia la sèrie de la sexualitat d'Eleanor com una broma, que mai no va ser duta més enllà dels comentaris ocasionals sobre les seves atraccions per les dones i, per tant, devaluant la validesa de la bisexualitat a la pantalla televisiva.
A Game of Thrones, Oberyn Martell és un personatge que es presenta com a bisexual. Tanmateix, la bisexualitat del personatge no és una faceta de la seva identitat, sinó que més aviat s'utilitza com una manera de caracteritzar-lo com algú que és cobdiciós. Pedro Pascal, que interpreta Oberyn, afirma que el seu personatge "no discrimina en els seus plaers... limitar-se un mateix en termes d'experiència no té cap sentit per a ell". Així, la seva bisexualitat s'esborra i se substitueix per l'estereotip que les persones bisexuals són massa promíscues.
Frank Underwood de House of Cards es caracteritza de la mateixa manera. La seva filosofia és que "el sexe és poder". Té relacions sexuals amb homes i dones amb el propòsit de controlar-los, utilitzant la bisexualitat com una estratagema en lloc d'una expressió d'identitat.

## Legalitat
Els bisexuals han estat passats per alt en el debat sobre el matrimoni entre persones del mateix sexe: allà on el matrimoni entre persones del mateix sexe és il·legal, els qui en fan campanya no han posat de manifest les incoherències de les lleis matrimonials sobre els bisexuals, el dret dels quals a casar-se depèn únicament del gènere de la seva parella. En segon lloc, quan el matrimoni entre persones del mateix sexe és una opció disponible, una parella bisexual generalment serà anomenada com a lesbiana o gai. Per exemple, una de les primeres persones que va formar un matrimoni entre persones del mateix sexe als Estats Units, Robyn Ochs, va ser àmpliament anomenada als mitjans de comunicació com a lesbiana, tot i que en les entrevistes es va identificar com a bisexual.
Als Estats Units, la política Don't ask, don't tell (DADT), establerta per l'administració Clinton el 1994, afectava totes les persones homosexuals i bisexuals a l'exèrcit, i els prohibia revelar la seva orientació sexual o parlar sobre qualsevol relació homosexual que mantinguéssin, fins i tot el matrimoni. Segons la DADT, les persones que "demostren una propensió o la intenció de participar en actes homosexuals" eren vetades de servir en les forces armades dels EUA ja que la seva presència "crearia un risc inacceptable per als alts estàndards de la moral, l'ordre i la disciplina i la cohesió de les unitats que constitueixen l'essència de la capacitat militar". Un cop derogada aquesta política el 2011 pel govern d'Obama, les persones obertament homosexuals i bisexuals van poder ser aptes novament per servir a les forces armades del país.
L'any 2020 va sortir a la llum el cas de Javier Vilalta, un activista pels drets humans valencià bisexual qui, deu anys després del seu divorci, va ser condemnat per ocultar a la seva exdona «la seva homosexualitat i usar el seu matrimoni com a refugi social». Aquest cas de bifòbia per part del sistema judicial va posar en alerta els col·lectius LGBT, ja que se'l va jutjar per la seva orientació sexual i penalitzar pel fet de no estar fora de l'armari aleshores, fins i tot quan durant el judici l'acusat es va visibilitzar com a bisexual. La jutgessa no va tenir aquest fet en compte en la resolució final, ja que no va creure-se'l i, en canvi, va considerar que la seva «homosexualitat» quedava provada de manera contundent gràcies als testimonis (homes) que van declarar haver mantingut relacions sexuals amb Vilalta abans del matrimoni d'aquest. Tant la demanda com la sentència, doncs, van obviar la bisexualitat de Vilalta, descartant-la amb l'acusació d'«haver ocultat la seva homosexualitat», una de les formes més habituals d'esborrament bisexual. Com a conseqüència, molts mitjans de comunicació van continuar difonent la informació ocultant la bisexualitat de Vilalta, contribuint encara més en l'esborrament. Un any més tard, l'Audiència de València va revocar-li la sentència, que l'obligava a pagar 1.000 € a la seva exdona per any casats. Fins aquell moment hi havia hagut 25 casos a l'estat espanyol.
Pel que fa a les persones bisexuals que sol·liciten protecció internacional, l'esborrament bisexual també els posa en risc: en intentar invisibilitzar-se com a heterosexuals es troben amb problemes perquè se'ls pugui reconèixer com a persones refugiades LGBT+.

## Salut mental i síndrome de l'impostor
Aquesta invisibilitat bisexual és una forma d'estigmatització, que és perjudicial per la salut, i sol contribuir a la síndrome de l'impostor, per la qual la persona no se sent «prou bisexual» com per estar en un entorn LGBTIQ+. Com a conseqüència, això pot dur a l'aïllament i a ocultar la pròpia orientació sexual. En aquesta línia, hi ha estudis que asseguren que les persones bisexuals prenen consciència més tard de la seva orientació sexual i surten més tard de l'armari que la resta de persones, ja sigui pel procés que han de fer de descartar les dues orientacions majoritàries (l'heterosexualitat i l'homosexualitat) o per l'estigma i la bifòbia, que fan que moltes persones bisexuals no vulguin identificar-se com a tals pels aspectes negatius que s'hi han associat.

### Síndrome de l'impostor
En una estimació feta el 2021 sobre la població estatunidenca, les persones bisexuals representaven el 56,8% de la comunitat LGBTQ+ als Estats Units. Malgrat això, és molt comú que aquestes persones se sentin invisibles o que no hi pertanyen. Aquesta idea pot prendre forma en sentir que estan "confoses" o "encara no ho han descobert", una forma de síndrome de l'impostor. Aquesta es pot definir com sentir-se com un frau o no sentir un sentiment de pertinença. Hi ha multitud de factors que contribueixen a aquests sentiments i, tot i que poden variar d'una persona a una altra, les investigacions mostren que els dos motius més comuns d'aquests sentiments són la bifòbia i l'esborrament o la invisibilitat bisexual. Aquests biaixos es combinen amb la discriminació interpersonal i legal per crear resultats negatius específics de la comunitat bisexual. Normalment, això es produeix negant que la bisexualitat sigui una orientació sexual real, sent LGBTQ+ inclusiu però no oferint recursos bi-específics, etiquetar erròniament les persones bisexuals com a gai/lesbianes i molt més. Les persones bisexuals s'enfronten a prejudicis en molts fronts: des dels mitjans de comunicació, amics, familiars, proveïdors de serveis, empresaris, persones heterosexuals, però més habitualment de persones que s'identifiquen amb la comunitat LGBTQ+. Un exemple d'això és quan una persona jove bisexual mostra més incidents i comportaments de risc a causa de la discriminació que pateix per part de la família i els amics.
Amparo Navarro afirma que «en eixir al món com a bisexuals ens enfrontem contínuament a qüestionaments del tipus “És que no vols dir que eres lesbiana o gai” o “Això és que encara no has descartat als xics, o les xiques en el cas dels homes” o fins i tot “Jo crec que prefereixes l'altra opció”, com si fóra una cosa que tries i tot això és no reconéixer la bisexualitat».
Dins de la comunitat bisexual, s'ha trobat que les dones bisexuals tenen més probabilitats de sortir de l'armari com a bisexuals i se senten més segures que els homes, un 33% enfront del 12%. A tota la població LBGTQ+, es percep que les dones bisexuals i lesbianes són més acceptades per la societat que els homes gais, els homes bisexuals o les persones transgènere. Dins de la comunitat bisexual, l'acceptació percebuda és del 33% per a les dones, al voltant del 8% per als homes i del 3% per a aquells que són transgènere i no binaris. A més, la síndrome de l'impostor queer pot estar molt influenciada pels mitjans de comunicació i la comunitat. La investigació suggereix que les persones bisexuals tenen pitjor salut mental que les persones cisgènere que són heterosexuals, lesbianes o gais. Alguns d'aquests resultats negatius de la síndrome de l'impostor queer i la mala salut mental són taxes més altes d'ansietat i depressió, nivells més alts d'autolesió, pensaments suïcides i intents de suïcidi, manca de suport social, menys probabilitats de sentir-se còmodes amb la seva sexualitat, i taxes més altes d'abús de substàncies. Aquest fenomen s'amplifica encara més per als homes, les persones no binàries i els de les comunitats racialitzades («BIPOC»).
S'ha suggerit que hi ha quatre maneres d'ajudar a reduir i, finalment, eliminar la síndrome de l'impostor: 1) escepticisme 2) humilitat 3) coneixements bàsics 4) autocompassió. Els individus bisexuals que pateixen la síndrome de l'impostor queer han de ser escèptics amb els comentaris que escolten, reconèixer que estan en el camí per convertir-se en la millor versió d'ells mateixos i que està bé tenir dubtes sobre si mateixos, tenir alguna cosa que els recordi la seva identitat i adonar-se que altres persones estan lluitant amb el mateix. També és crucial practicar l'autocura de salut. Celebrar la bisexualitat a través de pel·lícules, llibres i cultura, trobar altres persones a la comunitat bi+, fer passejades conscients i elaborar un diari, practicar afirmacions diàries de manera positiva, i mantenir una alimentació saludable i fer exercici. Per orientar-ho a una escala més gran, s'han de prendre mesures més elevades.